# سيبرد سيكر
سيبرد سيكر هي طائرة استطلاع خفيفة، تم تطويرها من قبل طلبة هندسة طيران أستراليين وأردنيين. منذ عام 2016، تم تصنيعها في الولايات المتحدة. يتم تشغيله بواسطة محرك Lycoming O-360. يتم تسويق الطائرة كبديل منخفض التكلفة لطائرات الهليكوبتر لمراقبة القطاعين العسكري والمدني. يمكن استخدامها في عمليات خاصة مثل فحص خطوط الأنابيب ومراقبة السواحل والواجبات البيئية والتصوير الجوي والأمن.
اعتبارًا من عام 2016، تستخدم الطائرة حاليًا في أستراليا والأردن وأذربيجان وجنوب إفريقيا وتنزانيا والإمارات العربية المتحدة والولايات المتحدة مع شرطة ولاية نيومكسيكو، من بين مشغلين آخرين.